# Voices of the City
Voices of the City (também conhecido como The Night Rose) é um filme mudo norte-americano de 1921, do gênero policial, estrelado por Leatrice Joy e Lon Chaney. O filme é agora considerado perdido.

## Elenco
- Leatrice Joy - Georgia Rodman
- Lon Chaney - O'Rourke
- John Bowers - Graham
- Cullen Landis - Jimmy
- Richard Tucker - Clancy
- Mary Warren - Mary Rodman
- Edythe Chapman - Sra. Rodman
- Betty Schade - Sally
- Maurice B. "Lefty" Flynn - Pierson
- Milton Ross - Courey
- John Cossar - Garrison